# Babú
Anderson Rodney de Oliveira, connu également sous le surnom Babú (né le 23 décembre 1980 à São Paulo) est un footballeur brésilien.

## Clubs successifs
- 2004-07 : US Lecce  Italie
- 2007 : Hellas Vérone  Italie
- 2007-08 : Calcio Catania  Italie
- 2008 : US Triestina  Italie
- 2008-2009 : AS Avellino  Italie
- 2009-2011 : Atletico Roma  Italie
- 2011-2012 : US Latina  Italie
- 2012 : US Pergocrema  Italie
- 2013 : Paganese Calcio  Italie